# Stadio Darius & Girenas
Lo Stadio Darius & Girenas (in lituano Dariaus ir Girėno stadionas) è il principale stadio di Kaunas, in Lituania. Ospita le partite interne della squadra di calcio locale, il Kauno Žalgiris e occasionalmente quelle della nazionale lituana oltre ad eventi internazionali di atletica leggera.
Costruito nel 1925, è stato rinnovato varie volte di cui l'ultima nel 2018 con dei lavori protrattisi fino al 2022. Con una capienza di 15 315 posti è il più grande stadio dei Paesi baltici.

## Storia
Il primo stadio nell'attuale area fu costruito nel 1925 su iniziativa di Steponas Darius, all'epoca Presidente dell'associazione lituana di educazione fisica (LFLS) e su progetto dell'ingegnere Kęstučius Bulota, che finanziò anche parzialmente la costruzione dello stadio. Nel 1935 lo stadio fu rinnovato la prima volta e fu chiamato lo Stadio di Stato (Valstybinis stadionas). Il 30 giugno 1936 nel nuovo stadio si giocò la prima partita tra le nazionali di Lituania ed Estonia vinta per 2-0 dalla Lituania. Nel 1969 avvenne il secondo importante rinnovamento con la sostituzione delle tribune di legno con strutture in cemento armato e disposte in semicerchio.
Nel 1993, dopo l'indipendenza della Lituania dall'Unione Sovietica, lo stadio fu intitolato a Steponas Darius e Stasys Girėnas, morti nello schianto dell'aereo Lituanica, in arrivo a Kaunas da New York.
Nel 2005, in occasione degli europei juniores di atletica leggera fu rinnovato l'equipaggiamento dello stadio con l'installazione di schermi più moderni e più grandi e di nuovi campi di allenamento.
Nel giugno del 2018 sono stati avviati i lavori per la completa ricostruzione dello stadio. Da progetto iniziale i lavori avrebbero dovuto completarsi entro 20 mesi ma a causa anche di controversie che hanno portato alla risoluzione del contratto con l'impresa appaltatrice turca Kayı Construction e il riaffidamento dei lavori alla società di costruzioni lituana UAB Autokausta si sono protratti fino ad agosto del 2022. I lavori di ricostruzione sono costati 43000000 €.
La prima partita nel nuovo stadio ristrutturato è stata la finale della Lietuvos Taurė 2022, la coppa nazionale lituana vinta 2-1 dal Žalgiris sull'Hegelmann il 16 ottobre 2022.
Nell'agosto 2024 Jessica Shy ha radunato quasi 40 000 in concerto presso lo stadio; è così diventato uno degli spettacoli di maggior successo di sempre nella storia della musica lituana.